# خورشید بانو
خورشید بانو (اردو: خورشید بانو؛ ۱۴ آوریل ۱۹۱۴ – ۱۸ آوریل ۲۰۰۱) یک هنرپیشه و خواننده اهل پاکستان بود.
وی بازیگر فیلم‌هایی همچون هولی، بابل و برو جلو بوده است.